# Rudolf Weynand
Rudolf Weynand (* 17. Januar 1875 in Trier; † 20. Oktober 1952 in Wiesbaden) war ein deutscher Klassischer Philologe, Provinzialrömischer Archäologe und Heimatforscher. Er wirkte als Gymnasiallehrer und -direktor in Düsseldorf, Wesel, Lüneburg und Kassel und als Oberschulrat in Magdeburg.

## Leben
Rudolf Weynand, der Sohn eines Kaufmanns, besuchte die Bürgerschule und begann dann 1888 eine Ausbildung zum Goldschmied, die er 1891 abschloss. Anschließend ging er an das Friedrich-Wilhelm-Gymnasium zu Trier, wo er 1895 die Reifeprüfung absolvierte. Ab 1896 studierte er Klassische Philologie, Archäologie und Geschichte an der Universität Bonn; daneben arbeitete er ab 1899 als Hilfslehrer am Gymnasium zu Birkenfeld. 1901 schloss er sein Studium in Bonn mit Promotion und Staatsexamen ab. In seiner Doktorarbeit De cipporum Germaniae Romanorum ornamentis befasste er sich erstmals mit Provinzialrömischer Archäologie, die einer seiner Forschungsschwerpunkte blieb.
Durch Vermittlung seines akademischen Lehrers Franz Bücheler erhielt Weynand 1901 eine Assistentenstelle am Thesaurus Linguae Latinae in München. Er verfasste zahlreiche Artikel für die ersten zwei Bände des Unternehmens, die die Buchstaben A und B umfassen. Bei dieser Arbeit vertiefte Weynand seine Beherrschung der lateinischen Sprache.
Nachdem die Assistentenstelle 1903 ausgelaufen war, ging Weynand an das Hohenzollern-Gymnasium zu Düsseldorf, um das Probejahr für den Höheren Schuldienst anzutreten. Aufgrund seiner Praxiserfahrung als Hilfslehrer wurde ihm das Probejahr erlassen und am 1. Oktober 1903 wurde Weynand als Oberlehrer fest angestellt. Seit 1906 leitete er nebenamtlich das Historische Museum der Stadt Düsseldorf. Von Oktober 1908 bis Mai 1909 ließ er sich für eine Studienreise nach Italien und Griechenland vom Schuldienst beurlauben.
Zum 1. Oktober 1912 wechselte Weynand an das Staatliche Gymnasium zu Wesel, das er ab dem 1. Juli 1917 als Direktor leitete. Zwei Jahre später wechselte er an das Johanneum Lüneburg, das damals in einen gymnasialen und einen realen Zug geteilt war. Von 1923 bis 1927 war Weynand Direktor des Wilhelmsgymnasiums zu Kassel. Am 1. April 1927 ging er als Oberschulrat nach Magdeburg, wo er bis zu seiner Pensionierung 1937 wirkte. Seinen Lebensabend verbrachte er in Wiesbaden.
Rudolf Weynand verfasste für den Schulunterricht ein griechisches Lese- und Übungsbuch (Palaistra), dazu eine kurzgefasste Grammatik und mehrere gekürzte Textausgaben. In der Provinzialrömischen Archäologie trat er nach seiner Dissertation durch mehrere Aufsätze, Literaturberichte und Rezensionen hervor. Für die Realencyclopädie der classischen Altertumswissenschaft verfasste er einen umfangreichen Artikel über die Flavier.

## Schriften (Auswahl)
- De cipporum Germaniae Romanorum ornamentis. Bonn 1902.
Deutsche Übersetzung; Form und Dekoration der römischen Grabsteine der Rheinlande im ersten Jahrhundert. In: Bonner Jahrbücher. Heft 108/9, 1902, S. 185–238.
- Führer durch das Historische Museum der Stadt Düsseldorf. Düsseldorf 1909.
- Palaistra. Griechisches Lese- und Übungsbuch für den Anfangsunterricht. Teubner, Leipzig 1927.